# Julia Julia
Julia Julia é um filme de drama norueguês de 1981 dirigido e escrito por Petter Vennerød e Svend Wam. Foi selecionado como representante da Noruega à edição do Oscar 1982, organizada pela Academia de Artes e Ciências Cinematográficas.

## Elenco
- Gunilla Olsson - Julia
- Knut Husebø - Karl Henrik
- Audun Meling - Fred
- Thomas Robsahm - Dag
- Per Sunderland - Petter